# Xylophrurus nubilipennis
Xylophrurus nubilipennis là một loài tò vò trong họ Ichneumonidae.